# 苏瓦尔
蘇瓦尔，是中世紀東欧突厥语民族，可能是匈人后人。
韃靼人宣称他们是沙比尔人后人，他们八世纪时转入伏尔加河中游，他们居住地方也以苏瓦尔命名，是伏尔加保加利亚中的小王国。他们成为现在多数楚瓦什人祖先。